# André Testut
André Testut (Lyon, Frankrijk, 13 april 1926 – aldaar, 24 september 2005) was een autocoureur uit Monaco. Hij nam in 1958 en 1959 deel aan zijn thuisrace voor het team Maserati, maar wist zich beide keren niet te kwalificeren en scoorde zo geen punten voor het wereldkampioenschap Formule 1.